# Эстен, Юрген
Йюрген Эстен (нем. Jürgen Oesten; 24 октября 1913, Берлин — 5 августа 2010, Гамбург) — немецкий офицер-подводник, капитан 3-го ранга (1 декабря 1944 года).

## Биография
1 июля 1934 года поступил на флот фенрихом. 1 октября 1936 года произведен в лейтенанты. Служил на броненосце «Адмирал граф Шпее» и легком крейсере «Карлсруэ». В мае 1937 года переведен в подводный флот. С октября 1937 года вахтенный офицер подлодки U-20.

## Вторая мировая война
С 12 августа 1939 по 28 июля 1940 года командовал подлодкой U-61, на которой совершил 8 походов (проведя в море в общей сложности 131 сутки). В первом же походе (октябрь 1939 года) потопил 6 судов водоизмещением 20 754 брт.
С 24 сентября 1940 по 19 октября 1941 года командовал подлодкой U-106 (Тип IX-B) — 3 боевых похода, 182 суток в море. В первом походе Эстен потопил 2 судна (водоизмещением 13 640 брт), а во втором — к берегам Африки — 8 судов (44 820 брт), особенно успешным была его атака на конвой SL-68, когда ему удалось повредить британский линкор «Малайя».
26 марта 1941 года награждён Рыцарским крестом Железного креста.
С октября 1941 командовал 9-й флотилией подводных лодок в Бресте. С марта 1942 года — офицер Адмирал-штаба в штабе командующего адмирала на Северном море, занимался вопросами ведения подводной войны в водах Арктики.
2 сентября 1943 года Эстен назначен командиром подводного крейсера U-861 (Тип IX-D2). Этой лодкой Эстен командовал до конца войны и совершил на ней 2 плавания (всего 252 суток в море) — сначала к берегам Бразилии, а затем к Мадагаскару и далее в Индонезию.
15 января 1945 года он вывел свою лодку из Индонезии и после тяжелейшего перехода 19 апреля прибыл в Тронхейм (Норвегия).
Всего за время военных действий Эстен потопил 19 судов общим водоизмещением 101 741 брт и повредил 4 судна водоизмещением 51 668 брт.
Умер 5 августа 2010 года.

## Награды
- Испанский крест в бронзе без мечей (6 июня 1939)
- Железный крест 2-го класса (3 декабря 1939)
- Железный крест 1-го класса (27 февраля 1940)
- Рыцарский крест железного креста (26 марта 1941)
- Медаль «В память 1 октября 1938 года» (20 декабря 1939)
- Упоминался в Вермахтберихт (22 марта 1941)